# 大長寺 (大阪市)
大長寺（だいちょうじ）は、大阪市都島区中野町にある浄土宗の寺院。

## 概要
慶長10年（1605年）、毛利輝元の一族である佐々木高久が外祖父の毛利定春の冥福を祈って建立。
浄瑠璃「心中天網島」の主人公である小春・治兵衛の比翼塚がある。享保5年（1720年）10月14日、妻子ある紙屋治兵衛と遊女の小春が網島の同寺で心中するという事件が起こった。その事件を元に近松門左衛門が2か月後の12月に書き下ろしたのが同作品である。以来大長寺は小春・治兵衛ゆかりの地として知られる様になった。
江戸時代は現在地より約500m南の現在藤田美術館のある場所一帯にあったが、明治42年（1909年）、実業家の藤田伝三郎により、大長寺のあった土地は邸宅用地として買収され、藤田家の寄進により、同寺は現在地に移転し、その際比翼塚も移築された。
1945年（昭和20年）6月7日の第3回大阪大空襲により本堂は焼失。1971年（昭和46年）に再建されるまで仮本堂であった。

## 寺宝

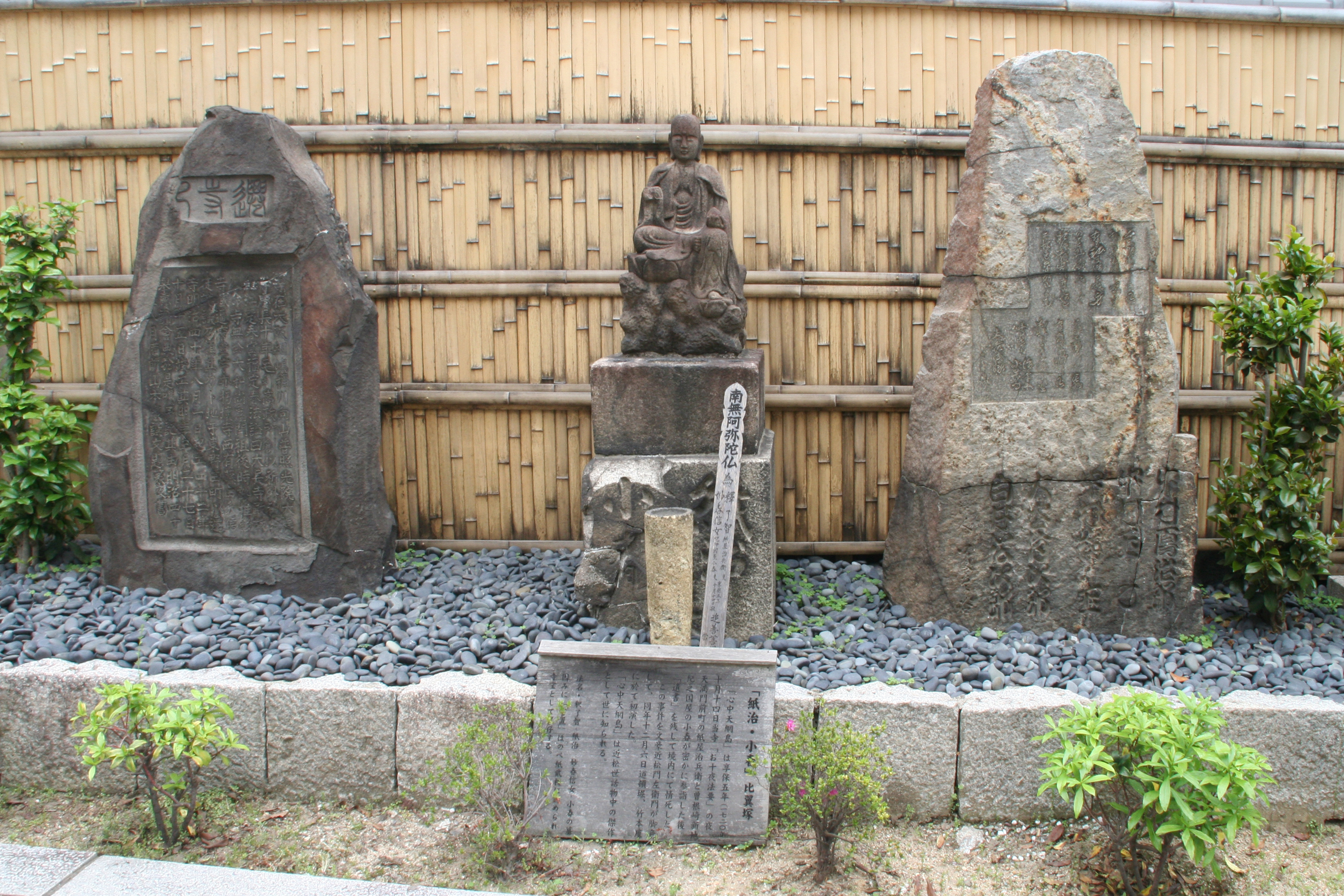
大長寺 (大阪市)、比翼塚

心中天網島の書置き（治兵衛と小春の遺書）

## 交通アクセス
大阪シティバス 東野田停留所より北へ約100メートル